# 土耳其航空1878号班机事故
土耳其航空1878號班機是一架由米兰-马尔彭萨机场飛往阿塔蒂尔克国际机场的國際線定期航班。2015年4月25日，這架飛機在著陸前往右側翻，落地後，右機翼受損且起火，機組人員隨後嘗試重飛，第二次落地時，飛行器偏離跑道，幸運的是，機上102人平安無恙。

## 涉事飛機
涉事飛機是一架空中巴士A320-232，註冊編號TC-JPE，飛機名字為居米什哈內（Gümüşhane），出廠編號為2941，2006年10月18日首航，於2014年被塗上星空聯盟塗裝。此次事故後，飛機報廢
。

## 事故過程
此航線是架定期國際線航班，由米蘭--馬爾彭薩機場起飛，飛往阿塔蒂爾克國際機場。2015年4月25日7時23分，此架飛機於執行航線時，要在阿塔蒂尔克国际机场05跑道降落前突然往右傾側，隨後從30公尺的高度墜落，接著，右側機翼和主起落架觸地 ，隨後機尾也觸地。此事故對右機翼造成不小的傷害，同時裡面的燃油管線也破裂，撞擊力道之大，導致部分客艙內座位上的氧氣面罩也落下。
機組人員嘗試重飛，爬升至1200米的高度，一名乘客注意到受損之機翼已經起火。7時41分，飛機嘗試二次著陸時，右側起落架與飛機主體脫離並旋轉了達180度，機場的消防隊很快地趕到，火也很快地遭撲滅。所有機上人員透過逃生滑梯離開飛機，機上人員皆平安無恙，無人受傷，也無人死亡。機組人員聲稱，飛機會往右斜是因為前機波音787的尾端亂流所致，也極有可能是突然墜地的肇事原因。
此事故導致阿塔蒂尔克国际机场關閉一段時間，其他飛機轉降到萨比哈·格克琴国际机场 ，土耳其航空的從阿塔蒂爾克國際機場起飛之95班航班皆取消。

## 事故調查
此次事故由土耳其的民航總局調查，他們表示已對此事故展開調查。

## 外部連結
- 涉事飛機的照片 （页面存档备份，存于）
- 於飛機重飛時拍攝的照片 （页面存档备份，存于）